# Damasonium
Damasonium Mill. è un genere di piante acquatiche della famiglia Alismataceae.

## Tassonomia
Il genere comprende le seguenti specie:
- Damasonium alisma Mill.
- Damasonium bourgaei Coss.
- Damasonium californicum Torr.
- Damasonium constrictum Juz.
- Damasonium minus (R.Br.) Buchenau
- Damasonium polyspermum Coss.